# زاوية هارون
قرية زاوية هارون هي إحدى القرى التابعة لمركز ديروط في محافظة أسيوط في جمهورية مصر العربية. حسب إحصاءات سنة 2006، بلغ إجمالي السكان في زاوية هارون 3254 نسمة، منهم 1647 رجل و1607 امرأة.